# Cantón de Santa Bárbara
Santa Bárbara es el cantón número 4 de la provincia de Heredia, Costa Rica. El cantón forma parte de la Gran Área Metropolitana. Su cabecera es la ciudad de Santa Bárbara, ubicada a 8 km al oeste de Heredia.
Al norte de la región se localiza parcialmente la Reserva Forestal Cordillera Volcánica Central; así como una zona de mineralización de azufre volcánico.

## Historia
En su origen fue poblada por la nación de los Huetares, quienes habitaron en el valle de Barva, región que fue un asentamiento español, situado entre el río Virilla y el monte de Aguacate. En estas tierras se fueron estableciendo algunos españoles que con la ayuda forzada de los indígenas formaron sus haciendas de ganado, fincas de labrar, con sus trapiches y cultivos especiales de maíz, frijoles, legumbres, trigo, tabaco, algodón, caña de azúcar, zarzaparrilla y algunas plantas medicinales, sin olvidar cría de gallinas, de cerdos y de vacas.
Durante el siglo XVIII se fundaron las poblaciones de Heredia y Alajuela, habitadas por vecinos del valle de Barva y de otros lugares.
Sobre la fundación de haciendas en este Valle, se tienen datos de que el 19 de enero de 1663, se concedieron a la ciudad de Cartago algunos potreros para ganado y labranza situados en esta región. Uno de ellos localizado en lo que hoy corresponde al distrito de Jesús. Fue otorgado al maestro Joseph Sandoval Ocampo; otro fue llamado Tapatalanga o Anonos y estaba en la región al norte de San Pedro y Santa Bárbara, hacia Zetillal.
Al fundarse Alajuela en 1782 se menciona como uno de los barrios que la formaban a Targuás o Los Targuases, antiguo nombre de lo que conocemos como San Pedro y Desamparados de Alajuela. Para la época este barrio tenía una población de setenta y seis hombres y dieciséis mujeres.
El nombre de San Pedro aparece citado en el año de 1819, cuando "el señor Juan Pablo Lara compra una casa en San Pedro, alias targuaces y unas tierras en el mismo sitio colindante con una quebrada llamada La Claudia".
El nombre de Santa Bárbara se menciona en un documento del año 1821, pero según la tradición era conocido como Churruca o Surruco.
El porqué del patronazgo a Santa Bárbara, nos es explicado en una leyenda que decía que "una vecina llamada Bárbara, habiendo obtenido de un franciscano una pequeña imagen de esa santa, le hizo un altar en su casa, y a ella acudía cuando las tormentas, que eran muy frecuentes y fuertes en el pueblo; la santa oía los ruegos de su devota y el vecindario se fue poco a poco enterando y comprobando sus bondades hasta que definitivamente se impuso unánimemente a su devoción".
Entre los pioneros del pueblo barbareño estaban: Ambrosio Arias, Juan Cortés, Andrés Murillo, Gregorio Cuadra, Salvador Sánchez, José María Palma, Juan Bastos, Victorio Cortés, Joaquín Gutiérrez, José Ángel Sánchez, José Dolores González y Diego Murillo.
Poco a poco la población de Santa Bárbara fue creciendo, y las aspiraciones de los vecinos que vivían en ella, eran cada vez más grandes, así tenemos que "en 1846, los cuatro barrios de Santa Bárbara contaban con un total de 1.500 habitantes, y de éstos, 1.000 vivían en San Pedro, los vecinos de ellos concurrían a la ermita de Santa Bárbara todos los domingos, ya que ese día estaba atendida por un sacerdote. La causa de la ubicación de la ermita en el lugar donde se hallaba, era debido a que se encontraba en el centro de los cuatro barrios".
Existe una confrontación entre las personas que han investigado lo referente a la ubicación de la primera ermita, dado que, según el historiador Carlos Meléndez, ésta se levantó aproximadamente a dos cuadras al sur de donde la iglesia está actualmente. El documento de la serie gobernación N. 2383 del Archivo Nacional de Costa Rica, fechado 15 de mayo de 1854, indica que la ermita estaba 200 metros al sur de la plaza. Sin embargo, tampoco es posible afirmar si la plaza esta donde está el actual parque o en qué lugar. De ser así tendría razón el Lic. Meléndez.
Además, de acuerdo al historiador José Antonio Salas, investigador que ha estudiado más científicamente el asunto, la erección de dicha ermita fue en el año de 1837.

## Generalidades

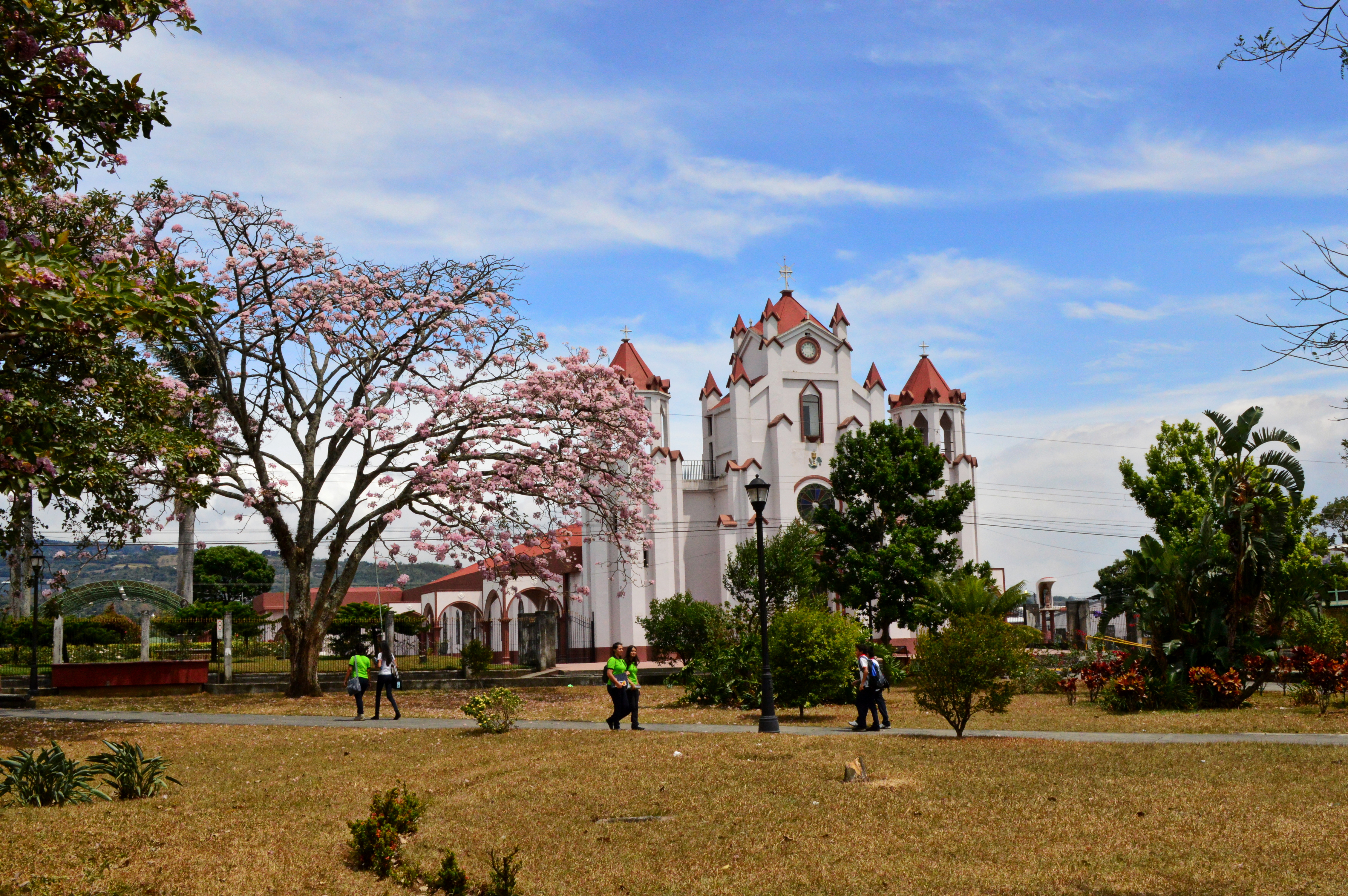
Parque e iglesia de Santa Bárbara de Heredia.

El cantón de Santa Bárbara en el número 4 de la provincia de Heredia. Limita al norte con el cantón central de Heredia (distrito Vara Blanca), al sur con el cantón de Flores, al este con el cantón de Barva y al oeste con la provincia de Alajuela. Cuenta con una población de 36 243 hab. según censo del 2011 y sus principales cultivos son el café, hortalizas y la ganadería principalmente al norte del cantón. Tiene clima templado durante casi todo el año, su terreno es algo quebrado; está regado por las quebradas: La Cruz, Delfina, Birrí La Claudia y Las Conejas; por los yurros: Arena, Seco y Hondo. Y por los ríos: Segundo, Zanjón, Porrosatí, Cañas, Potrerillos, Rosales, Ciruelas, Pacayas, Guararí, Tambor y Desengaño.
El cantón de Santa Bárbara está dividido en seis distritos: Santa Bárbara, San Pedro, San Juan, Jesús, Santo Domingo y Purabá. La cabecera del cantón es la ciudad de Santa Bárbara que se encuentra ubicada a 7 kilómetros al noroeste de la ciudad de Heredia a una altitud de 1.193 m s. n. m. Otras comunidades importantes son San Juan, San Pedro, Barrio Jesús, Zetillal, San Bosco, El Roble, Birrí y Chahuites. Con un clima más frío y nuboso se encuentra la pequeña comunidad de Los Cartagos la cual se encuentra cerca del poblado de Vara Blanca y pertenece al distrito Santo Domingo al extremo norte del cantón de Santa Bárbara.

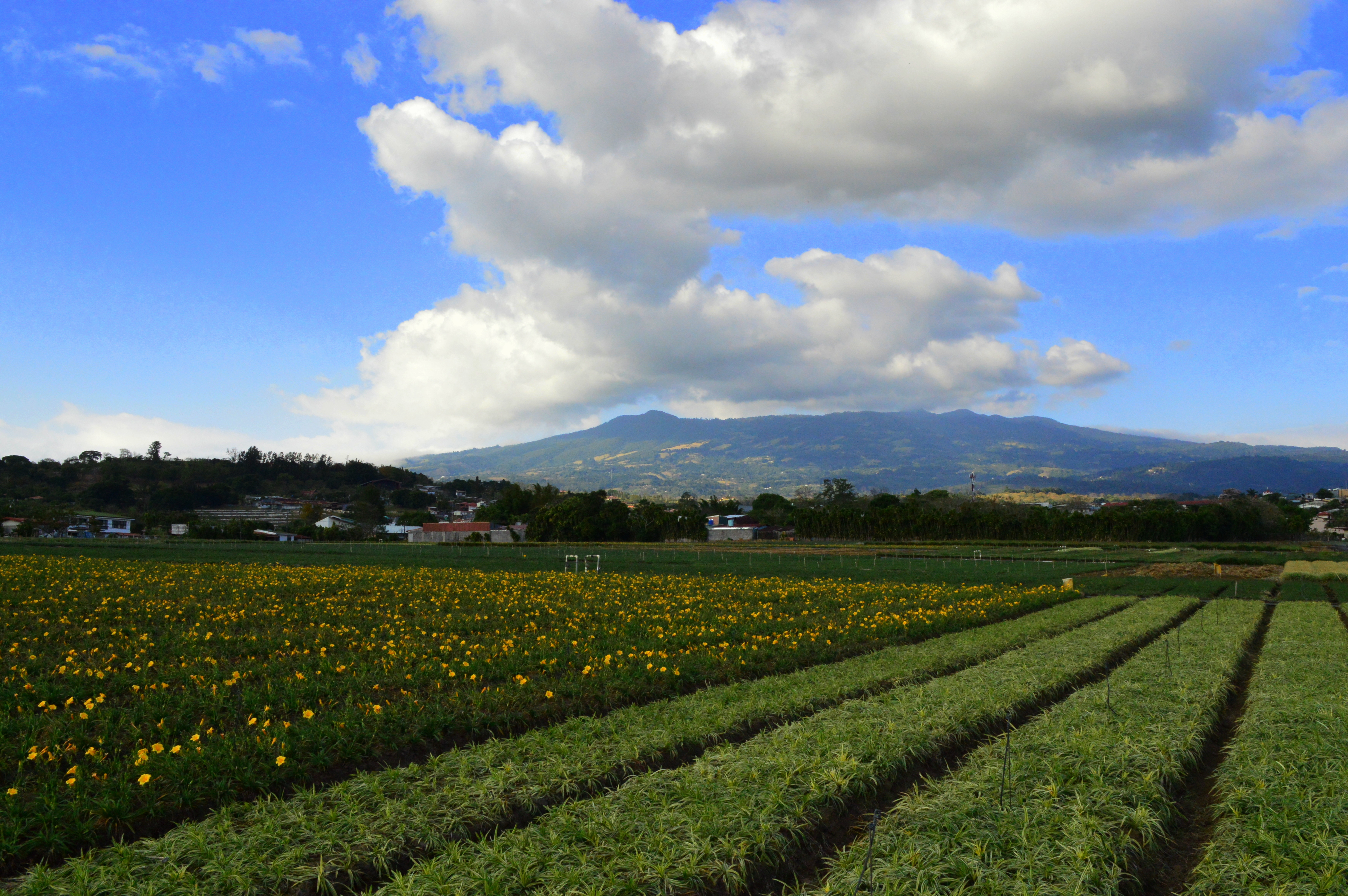
Sembradío de plantas ornamentales. San Pedro de Santa Bárbara, Heredia.

El cantón se erigió en 1882 y conservó su nombre que se originó según una versión popular, "que una vecina llamada Bárbara, habiendo obtenido de un franciscano una pequeña imagen de esa santa, le hizo un altar en su casa, y a ella acudía cuando ocurrían las tormentas, que eran muy frecuentes; los vecinos se fueron enterando hasta que unánimemente se impuso la devoción". Al erigirse la ermita, el poblado tomaría el nombre de la santa, más tarde el distrito y con la creación del cantón, acabaría llevando el nombre también.

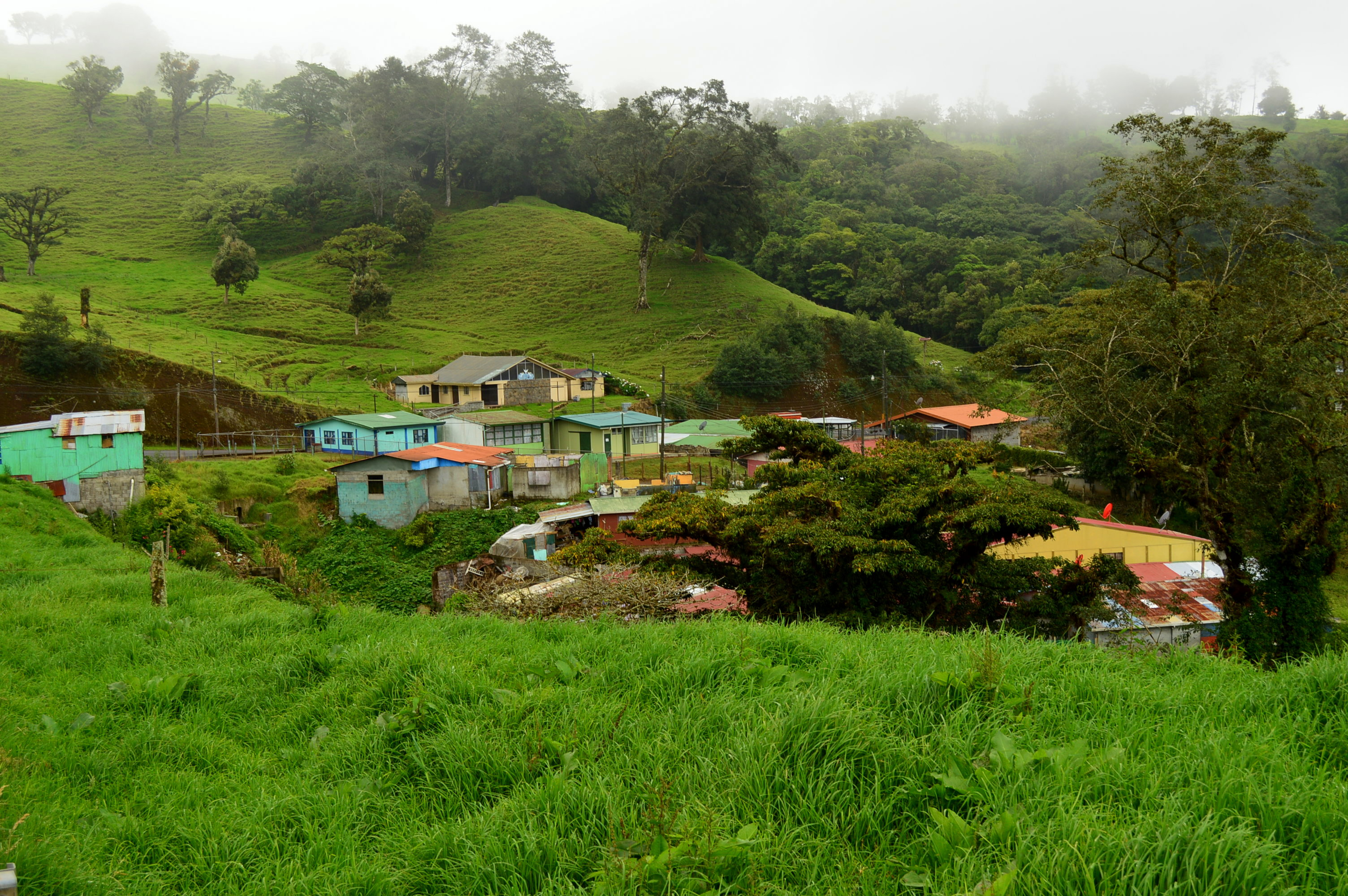
Los Cartagos, Santo Domingo de Santa Bárbara de Heredia.

El nombre Santa Bárbara se menciona después de 1821, ya que antes el poblado se llamó Churruca o Surrucho. La primera ermita fue construida en 1837, y en 1852 se construyó el nuevo templo que se erigió en parroquia al siguiente año. En 1860 se inició la enseñanza escolar y en 1951 se inauguró la actual escuela con el nombre de don Juan Mora Fernández. En 1973 se inició la segunda enseñanza con la inauguración del Liceo de Santa Bárbara.
Santa Bárbara forma parte de la Gran Área Metropolitana y es de gran interés ya que cerca de un 17 % de su territorio está constituido en la reserva forestal Cordillera Volcánica Central. Gran parte del cantón se encuentra ubicado en las faldas del cerro Guararí o cerro Inglés por lo que existe un fuerte desnivel en sentido norte-sur.
En este cantón, en el distrito de San Pedro, se encuentra ubicada la marisquería El Banco de los Mariscos, un restaurante que ha ganado mucha fama y que es visitado por personas de muchos lugares del país. También existen varios hoteles y centros recreativos de montaña para el disfrute del turista nacional y extranjero. El cantón de Santa Bárbara forma parte de una de las vías que conectan al Valle Central con el cantón de Sarapiquí y otras comunidades de la Zona Norte; sus zonas montañosas tienen un paisaje muy escénico por estar justo en las laderas del Macizo del Barva que descienden hasta encontrarse con las laderas del volcán Poás por lo que varias rutas del cantón son un destino frecuente de aquellos que practican ciclismo, caminata de montaña y paisajismo.

## Leyes y decretos de creación y modificaciones
- Resolución 362 de 3 de octubre de 1855 (límites del distrito Santa Bárbara).
- Decreto Ejecutivo 3 de 11 de abril de 1866, de conformidad con la ley 22 de 19 de septiembre de 1865 (límites con Alajuela).
- Decreto Legislativo 21 de 29 de septiembre de 1882 (se erige este cantón, límites los fijados en Resolución 362 de 3 de octubre de 1855, segregado del cantón Heredia).
- Acuerdo 103 de 31 de julio de 1885 (se establece la línea divisoria entre el cantón Barva y

esta Unidad Administrativa).
- Ley 52 de 12 de agosto de 1915 (creación y límites del cantón Flores, colindante con este cantón).
- Decreto Ejecutivo 35 de 5 de julio de 1954 (crea el distrito San José de la Montaña de Barva y describe límites con este cantón).
- Ley 4574 de 4 de mayo de 1970 (la villa Santa Bárbara adquiere el título de ciudad, de acuerdo con el Código municipal).
- Decreto Ejecutivo 6370-G de 2 de septiembre de 1976 (creación y límites de distrito 6 Purabá).

## División administrativa
El cantón de Santa Bárbara está dividido en seis distritos:
1. Santa Bárbara
2. San Pedro
3. San Juan
4. Jesús
5. Santo Domingo
6. Purabá

## Geología
El cantón de Santa Bárbara está constituido geológicamente por rocas Volcánicas, de la época Holoceno, período Cuaternario.

## Geomorfología
El cantón de Santa Bárbara forma parte de la unidad geomórfica de Origen Volcánico, dividida en dos subunidades, denominadas Volcán Barva y Relleno Volcánico del Valle Central.

## Hidrografía
EI sistema fluvial del cantón de Santa Bárbara, corresponde a la Vertiente del Pacífico, el cual pertenece a la cuenca del río Grande de Tárcoles.

## Demografía
Para el año 2022, Cantón de Santa Bárbara cuenta con una población estimada de 39 133 habitantes, y para el último censo efectuado, en 2011, Cantón de Santa Bárbara contaba con una población de 36 243 habitantes.
De acuerdo al censo nacional del 2011, la población del cantón era de 36 243 habitantes, de los cuales, el 6,8 % nació en el extranjero. El mismo censo destaca que había 10 107 viviendas ocupadas, de las cuales, el 76,4 % se encontraba en buen estado y había problemas de hacinamiento en el 2,9 % de las viviendas. El 87,8 % de sus habitantes vivían en áreas urbanas.
Entre otros datos, el nivel de alfabetismo del cantón es del 98,5 %, con una escolaridad promedio de 8,8 años.
El censo nacional de 2011 detalla que la población económicamente activa se distribuye de la siguiente manera:
- Sector primario: 5,9 %
- Sector secundario: 24,5 %
- Sector terciario: 69,6 %

Las principales actividades agropecuarias son los cultivos de hortalizas, café y caña de azúcar y la ganadería.

## Deportes
A nivel deportivo sobresalieron como Selección de Fútbol en el cantón barbareño la A.D. Santa Bárbara, Club Deportivo Machado (Subcampeón 1975), A.D. Fraternidad de Santa Bárbara (Campeón en 1980 y 1981), Deportivo Mac Donald, Deportivo Estrella Roja de Barrio Jesús, El Roble F.C y Deportivo San Bosco.
La A.D. Fraternidad fue varias veces campeón nacional de tercera y segunda división aficionada por ACOFA (ANAFA). Entre tanto Santa Bárbara ascendió a la segunda división de Costa Rica en 1976 y en la temporada 1993-94 por la Segunda B de ANAFA. Fusionado con refuerzos del Deportivo Machado F.C, uno de sus mayores rivales en el campo de juego. En la década de los 80´s mantuvo siempre la política de formar selección con figuras sobresalientes de otros clubes barbareños.
En el campo del ciclismo destacan personas como Emanuel Villamil, prometedor ciclista universitario y orgullo del cantón barbareño.